# Сантана-де-Камбаш
Сантана-де-Камбаш (порт. Santana de Cambas; МФА: [sɐ̃.ˈtɐ.nɐ dɨ ˈkɐ̃.bɐʃ]) — парафія в Португалії, у муніципалітеті Мертола. Розташована в південній частині країни, на теренах історичної португальської провінції Алентежу. Входить до складу округу Бежа. За адміністративним поділом, чинним до 1976 року, терени парафії були складовою провінції Нижнє Алентежу. Належить до Безької діоцезії Католицької церкви. Патрон — свята Анна. Площа — 166,7211 км². Населення — 797 ос. (2011). Слабо урбанізований регіон. Густота населення — 4,78 осіб/км²
. Код — 020905.

## Населення
| Кількість мешканців | Кількість мешканців | Кількість мешканців | Кількість мешканців | Кількість мешканців | Кількість мешканців | Кількість мешканців | Кількість мешканців | Кількість мешканців | Кількість мешканців | Кількість мешканців | Кількість мешканців | Кількість мешканців | Кількість мешканців | Кількість мешканців |
| ------------------- | ------------------- | ------------------- | ------------------- | ------------------- | ------------------- | ------------------- | ------------------- | ------------------- | ------------------- | ------------------- | ------------------- | ------------------- | ------------------- | ------------------- |
| 1864                | 1878                | 1890                | 1900                | 1911                | 1920                | 1930                | 1940                | 1950                | 1960                | 1970                | 1981                | 1991                | 2001                | 2011                |
| 4 443               | 2 807               | 3 661               | 3 609               | 4 041               | 3 378               | 4 122               | 4 930               | 5 164               | 4 268               | 1 646               | 1 186               | 1 009               | 863                 | 797                 |